# Eurolega 2015-2016
La CERH European League 2015-2016 è stata la 51ª edizione della massima competizione europea di hockey su pista riservata alle squadre di club. Il torneo, organizzato dal Comité Européen de Rink-Hockey, ha avuto inizio il 24 ottobre 2015 e si è concluso il 15 maggio 2016 con la finale disputata a Lisbona.
Il titolo è stato conquistato dal Benfica per la 2ª volta nella sua storia.

## Squadre partecipanti
| Nazione    | Club            | Città               | Qualificazione                                         |
| ---------- | --------------- | ------------------- | ------------------------------------------------------ |
| Francia    | Mérignac        | Mérignac            | 2ª in Francia nel 2014-15                              |
| Francia    | Quévert         | Quévert             | 1ª in Francia nel 2014-15                              |
| Germania   | Iserlohn        | Iserlohn            | 1ª in Germania nel 2014-15                             |
| Italia     | Bassano         | Bassano del Grappa  | 6ª in Italia nel 2014-15                               |
| Italia     | Breganze        | Breganze            | 3ª in Italia nel 2014-15                               |
| Italia     | CGC Viareggio   | Viareggio           | 2ª in Italia nel 2014-15                               |
| Italia     | Forte dei Marmi | Forte dei Marmi     | 1ª in Italia nel 2014-15                               |
| Portogallo | Benfica         | Lisbona             | 1ª in Portogallo nel 2014-15                           |
| Portogallo | Oliveirense     | Oliveira de Azeméis | 3ª in Portogallo nel 2014-15                           |
| Portogallo | Porto           | Porto               | 2ª in Portogallo nel 2014-15                           |
| Portogallo | Valongo         | Valongo             | 4ª in Portogallo nel 2014-15                           |
| Spagna     | Barcellona      | Barcellona          | Campione d'Europa in carica e 1ª in Spagna nel 2014-15 |
| Spagna     | Vendrell        | El Vendrell         | 3ª in Spagna nel 2014-15                               |
| Spagna     | Deportivo Liceo | La Coruña           | 2ª in Spagna nel 2014-15                               |
| Spagna     | Vic             | Vic                 | 4ª in Spagna nel 2014-15                               |
| Svizzera   | Basilea         | Basilea             | 1ª in Svizzera nel 2014-15                             |

## Risultati

### Fase a gironi

#### Girone A
|            | Incontri girone A     |        |
| ---------- | --------------------- | ------ |
| 24-10-2015 | Porto - Iserlohn      | 21 - 1 |
| 24-10-2015 | Barcellona - Breganze | 5 - 2  |
| 7-11-2015  | Breganze - Porto      | 1 - 2  |
| 7-11-2015  | Iserlohn - Barcellona | 1 - 15 |
| 28-11-2015 | Iserlohn - Breganze   | 6 - 6  |
| 28-11-2015 | Porto - Barcellona    | 1 - 0  |
| 12-12-2015 | Breganze - Iserlohn   | 7 - 2  |
| 12-12-2015 | Barcellona - Porto    | 1 - 2  |
| 16-1-2016  | Iserlohn - Porto      | 1 - 7  |
| 16-1-2016  | Breganze - Barcellona | 4 - 6  |
| 6-2-2016   | Porto - Breganze      | 13 - 4 |
| 6-2-2016   | Barcellona - Iserlohn | 7 - 2  |

|   | Squadra    | PT | G | V | N | P | RFT | RST | diff. |
| - | ---------- | -- | - | - | - | - | --- | --- | ----- |
| Q | Porto      | 18 | 6 | 6 | 0 | 0 | 46  | 8   | +38   |
| Q | Barcellona | 12 | 6 | 4 | 0 | 2 | 34  | 12  | +22   |
|   | Breganze   | 4  | 6 | 1 | 1 | 4 | 24  | 34  | -10   |
|   | Iserlohn   | 1  | 6 | 0 | 1 | 5 | 13  | 63  | -50   |

#### Girone B
|            | Incontri girone B  |       |
| ---------- | ------------------ | ----- |
| 24-10-2015 | Bassano - Mérignac | 7 - 5 |
| 24-10-2015 | Benfica - Vic      | 5 - 1 |
| 7-11-2015  | Vic - Bassano      | 8 - 0 |
| 7-11-2015  | Mérignac - Benfica | 3 - 5 |
| 28-11-2015 | Mérignac - Vic     | 1 - 3 |
| 28-11-2015 | Bassano - Benfica  | 2 - 8 |
| 12-12-2015 | Vic - Mérignac     | 9 - 0 |
| 12-12-2015 | Benfica - Bassano  | 9 - 6 |
| 16-1-2016  | Mérignac - Bassano | 5 - 4 |
| 16-1-2016  | Vic - Benfica      | 7 - 6 |
| 6-2-2016   | Bassano - Vic      | 5 - 8 |
| 6-2-2016   | Benfica - Mérignac | 8 - 0 |

|   | Squadra  | PT | G | V | N | P | RFT | RST | diff. |
| - | -------- | -- | - | - | - | - | --- | --- | ----- |
| Q | Benfica  | 15 | 6 | 5 | 0 | 1 | 41  | 19  | +22   |
| Q | Vic      | 15 | 6 | 5 | 0 | 1 | 36  | 17  | +19   |
|   | Bassano  | 3  | 6 | 1 | 0 | 5 | 24  | 43  | -19   |
|   | Mérignac | 3  | 6 | 1 | 0 | 5 | 14  | 36  | -22   |

#### Girone C
|            | Incontri girone C          |       |
| ---------- | -------------------------- | ----- |
| 24-10-2015 | Valongo - Quévert          | 5 - 1 |
| 24-10-2015 | Forte dei Marmi - Vendrell | 6 - 2 |
| 7-11-2015  | Vendrell - Valongo         | 5 - 1 |
| 7-11-2015  | Quévert - Forte dei Marmi  | 3 - 5 |
| 28-11-2015 | Quévert - Vendrell         | 2 - 3 |
| 28-11-2015 | Valongo - Forte dei Marmi  | 5 - 5 |
| 12-12-2015 | Vendrell - Quévert         | 8 - 4 |
| 12-12-2015 | Forte dei Marmi - Valongo  | 8 - 7 |
| 16-1-2016  | Quévert - Valongo          | 5 - 3 |
| 16-1-2016  | Vendrell - Forte dei Marmi | 6 - 6 |
| 6-2-2016   | Valongo - Vendrell         | 5 - 3 |
| 6-2-2016   | Forte dei Marmi - Quévert  | 9 - 1 |

|   | Squadra         | PT | G | V | N | P | RFT | RST | diff. |
| - | --------------- | -- | - | - | - | - | --- | --- | ----- |
| Q | Forte dei Marmi | 14 | 6 | 4 | 2 | 0 | 39  | 24  | +15   |
| Q | Vendrell        | 10 | 6 | 3 | 1 | 2 | 27  | 24  | +3    |
|   | Valongo         | 7  | 6 | 2 | 1 | 3 | 26  | 27  | -1    |
|   | Quévert         | 3  | 6 | 1 | 0 | 5 | 16  | 33  | -17   |

#### Girone D
|            | Incontri girone D             |        |
| ---------- | ----------------------------- | ------ |
| 24-10-2015 | Oliveirense - Basilea         | 10 - 5 |
| 24-10-2015 | Liceo La Coruña - Viareggio   | 7 - 2  |
| 7-11-2015  | Viareggio - Oliveirense       | 5 - 7  |
| 7-11-2015  | Basiela - Liceo La Coruña     | 3 - 5  |
| 28-11-2015 | Viareggio - Basilea           | 6 - 4  |
| 28-11-2015 | Oliveirense - Liceo La Coruña | 4 - 2  |
| 12-12-2015 | Basilea - Viareggio           | 4 - 6  |
| 12-12-2015 | Liceo La Coruña - Oliveirense | 5 - 3  |
| 16-1-2016  | Basilea - Oliveirense         | 2 - 6  |
| 16-1-2016  | Viareggio - Liceo La Coruña   | 2 - 5  |
| 6-2-2016   | Oliveirense - Viareggio       | 5 - 3  |
| 6-2-2016   | Liceo La Coruña - Basilea     | 13 - 1 |

|   | Squadra         | PT | G | V | N | P | RFT | RST | diff. |
| - | --------------- | -- | - | - | - | - | --- | --- | ----- |
| Q | Deportivo Liceo | 15 | 6 | 5 | 0 | 1 | 37  | 15  | +22   |
| Q | Oliveirense     | 15 | 6 | 5 | 0 | 1 | 35  | 22  | +13   |
|   | CGC Viareggio   | 6  | 6 | 2 | 0 | 4 | 26  | 32  | -6    |
|   | Basilea         | 0  | 6 | 0 | 0 | 6 | 19  | 48  | -29   |

### Quarti di finale
| Squadra 1   | Squadra 2       | Andata                           | Ritorno                       | Totale |
| ----------- | --------------- | -------------------------------- | ----------------------------- | ------ |
| Oliveirense | Porto           | Oliveira de Azeméis 5 marzo 2016 | Porto 2 aprile 2016           | 8 – 6  |
| Oliveirense | Porto           | 4 – 3                            | 4 – 3                         | 8 – 6  |
| Vic         | Forte dei Marmi | Vic 5 marzo 2016                 | Forte dei Marmi 2 aprile 2016 | 7 – 8  |
| Vic         | Forte dei Marmi | 2 – 1                            | 5 – 7                         | 7 – 8  |
| Vendrell    | Benfica         | El Vendrell 5 marzo 2016         | Lisbona 2 aprile 2016         | 8 – 10 |
| Vendrell    | Benfica         | 3 – 5                            | 5 – 5                         | 8 – 10 |
| Barcellona  | Deportivo Liceo | Barcellona 6 marzo 2016          | La Coruña 2 aprile 2016       | 8 – 2  |
| Barcellona  | Deportivo Liceo | 6 – 0                            | 2 – 2                         | 8 – 2  |

### Final Four
La Final Four della manifestazione si è disputata a Lisbona nei giorni 14 e 15 maggio 2016.

#### Tabellone
|  | Semifinali      | Semifinali      | Semifinali |         |             | Finale      | Finale | Finale |  |
|  |                 |                 |            |         |             |             |        |        |  |
|  | Oliveirense     | Oliveirense     | 3          |         |             |             |        |        |  |
|  | Oliveirense     | Oliveirense     | 3          |         |             |             |        |        |  |
|  | Forte dei Marmi | Forte dei Marmi | 2          |         |             |             |        |        |  |
|  | Forte dei Marmi | Forte dei Marmi | 2          |         | Oliveirense | Oliveirense | 3      |        |  |
|  |                 |                 |            |         | Oliveirense | Oliveirense | 3      |        |  |
|  |                 |                 | Benfica    | Benfica | 5           |             |        |        |  |
|  | Benfica         | Benfica         | Benfica    | Benfica | 5           | 1(2)        |        |        |  |
|  | Benfica         | Benfica         |            |         |             |             |        |        |  |
|  | Barcellona      | Barcellona      | 1(1)       |         |             |             |        |        |  |

#### Semifinali
| Squadra 1   | Squadra 2       | Risultato                   |
| ----------- | --------------- | --------------------------- |
| Oliveirense | Forte dei Marmi | Lisbona 14 maggio 2016      |
| Oliveirense | Forte dei Marmi | 3 – 2                       |
| Benfica     | Barcellona      | Lisbona 14 maggio 2016      |
| Benfica     | Barcellona      | 3 – 2 d.t.r. (1 – 1 d.t.s.) |

#### Finale
| Squadra 1   | Squadra 2 | Risultato              |
| ----------- | --------- | ---------------------- |
| Oliveirense | Benfica   | Lisbona 15 maggio 2016 |
| Oliveirense | Benfica   | 3 – 5                  |

## Campioni
| Vincitore della CERH European League 2015-2016 |
| ---------------------------------------------- |
| Benfica 2º titolo                              |